# Armadilloniscus bulgaricus
Armadilloniscus bulgaricus là một loài chân đều trong họ Detonidae. Loài này được Frankenberger miêu tả khoa học năm 1941.